# Олеховская (Явенгский сельсовет)
Олеховская — деревня в Вожегодском районе Вологодской области.
Входит в состав Явенгского сельского поселения, с точки зрения административно-территориального деления — в Явенгский сельсовет.
Расстояние до районного центра Вожеги по автодороге — 20,5 км, до центра муниципального образования Базы по прямой — 4 км. Ближайшие населённые пункты — Пожарище, Федяшинская, Щепинская, Даниловская.
По данным переписи в 2002 году постоянного населения не было.